# Camí de bast

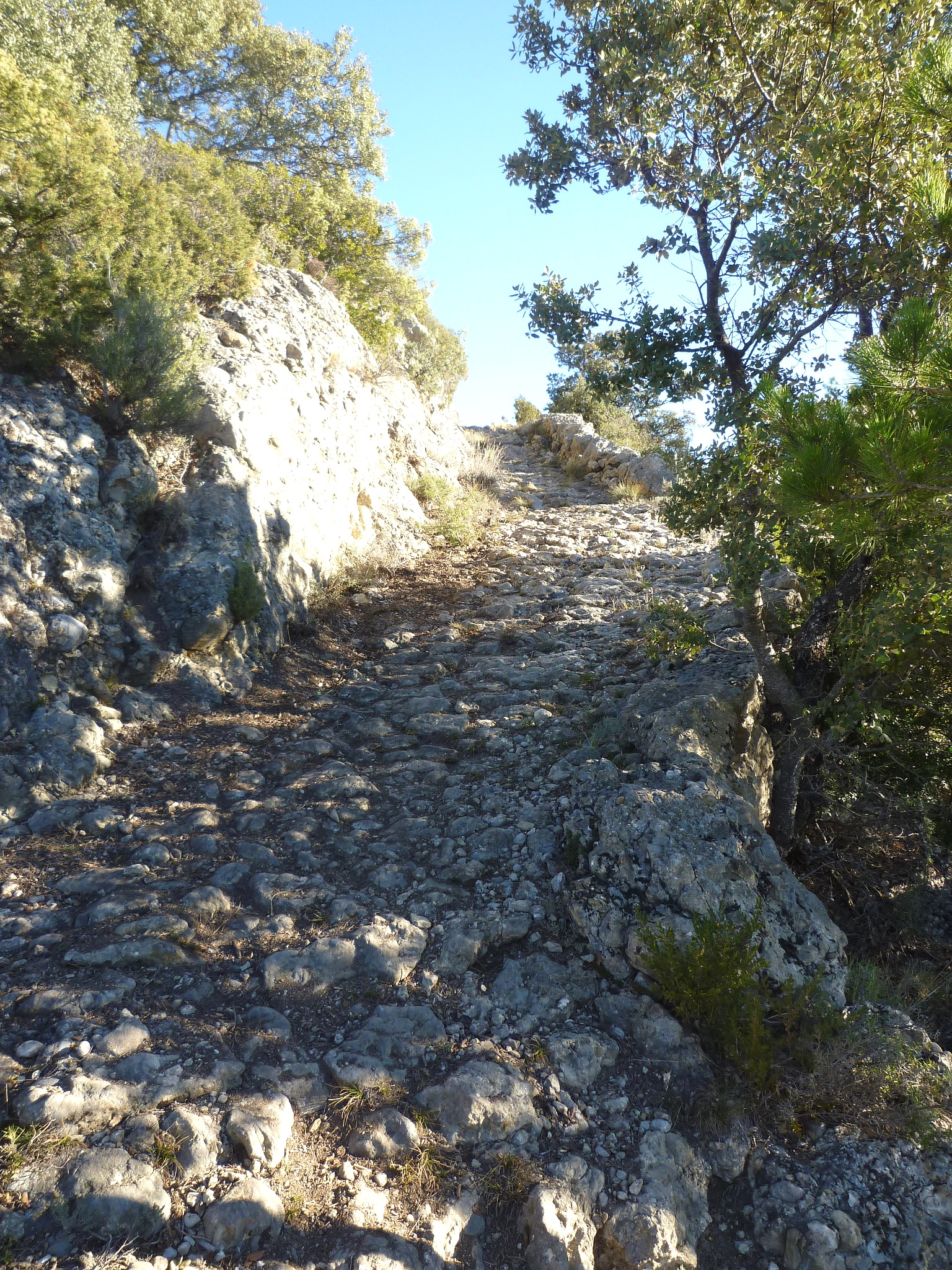
Tram empedrat del Camí de Cambrils a Oliana

Un camí de bast o camí de ferradura és un camí que permet el pas d'animals de ferradura carregats amb sàrries i arreus, però no el pas dels carros.
Fins ben entrat el segle xx, en raó de la topografia i la dificultat de construir camins carreters, aquest tipus de camí era el més freqüent a Catalunya.
Llur amplada oscil·la entre els 0,80 i 1,80 metres, suficients pel pas d'una animal de peu rodó carregat amb el seu bast. Per aquesta raó, en funció dels marges del camí, l'amplada de la plataforma del camí pot ser més o menys important, atès que la càrrega pot volar fora dels límits del camí en camp obert, o no pot fer-ho quan aquest transcorre a ran de murs.